# Warburton Gamble
Warburton Gamble (16 de dezembro de 1882 – 27 de agosto de 1945), nasceu Evelyn Charles Warburton Gamble, foi um ator de teatro e cinema britânico. Gamble passou vários anos tralhando em Hollywood, Estados Unidos, durante as eras silenciosa e sonora.
Ele nasceu e faleceu em Londres, Inglaterra, com a idade de 62 anos.

## Filmografia selecionada

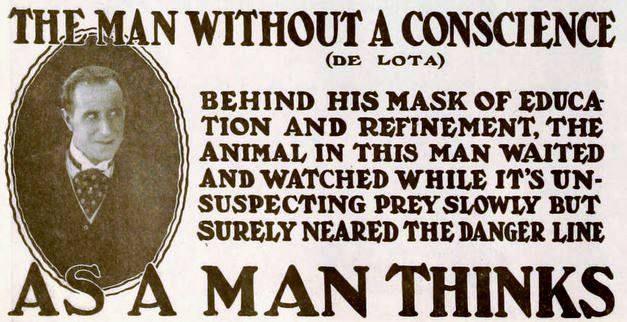
Gamble em anúncio para As a Man Thinks (1919)

- A Society Exile (1919)
- The Two Brides (1919)
- The Paliser Case (1920)
- The Law of the Yukon (1920)
- Fine Feathers (1921)
- Lights of London (1923)
- Tonight or Never (1931)
- Child of Manhattan (1933)
- A Study in Scarlet (1933)
- The Lonely Road (1936)
- Blind Man's Bluff (1936)
- Spare a Copper (1940)